# Alfred Hasselberg
Alfred Hasselberg, född 30 september 1908 i Essen, död 3 april 1950 i Frankfurt am Main, var en tysk promoverad jurist och SS-Sturmbannführer. Efter andra världskrigets utbrott 1939 var han chef för Einsatzkommando 3 inom Einsatzgruppe I, en mobil insatsgrupp som följde 14. Armee i riktning mot Kraków. Från november 1939 till februari 1940 var Hasselberg kommendör för Sicherheitspolizei (Sipo) och Sicherheitsdienst (SD) i distriktet Lublin i Generalguvernementet.